# (2833) Radishchev
(2833) Radishchev (1978 PC4) – planetoida z pasa głównego asteroid okrążająca Słońce w ciągu 4,89 lat w średniej odległości 2,88 j.a. Odkryta 9 sierpnia 1978 roku.